# قلق من الغرباء

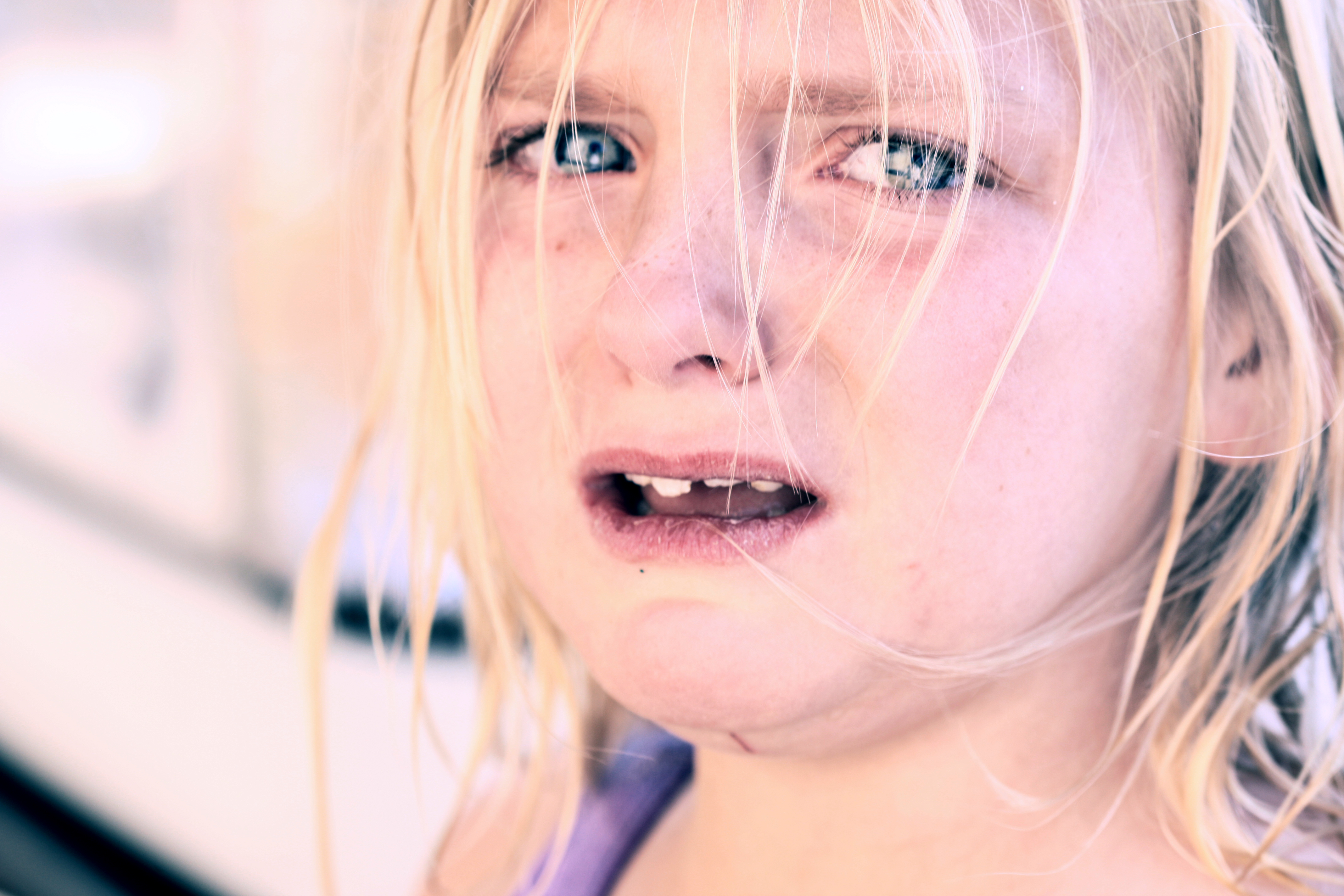

القلق من الغرباء هو شكل من أشكال المحن التي يعاني منها الأطفال عند التعامل مع الغرباء.
أعراضها :
ويمكن أن تشتمل الأعراض على ما يلي: الهدوء والتحديق في الغريب، والاعتراض بشكل لفظي من خلال الصراخ أو غير ذلك من الأصوات التي تعبر عن الاعتراض، بالإضافة إلى الاختفاء خلف الوالد.
يعد القلق من الغرباء جزءًا نموذجيًا من تسلسل النمو التي يتعرض لها معظم الأطفال. ويكون في أقصى حالاته في الفترة بين 6 أشهر إلى 12 شهرًا
 إلا أنه يمكن أن يتكرر بعد ذلك حتى عمر عامين. ويعد القلق من الغرباء سمة مميزة لدى الأطفال الصغار. يقوم الأطفال بتطوير روابط قوية مع أول من يوفر الرعاية لهم، بحيث يشعرون بعدم الراحة عند التواجد مع شخص غير معتادين عليه. وهناك العديد من الإستراتيجيات الإيجابية يمكن أن يقوم بها موفر الرعاية للطفل لمساعدته على السيطرة على قلقه.
ومن طرق التأقلم الشهيرة التعامل مع مشكلة الغرباء قبل ظهورها، بحيث يمكن أن يحمل الغرباء لعبة أطفال مثلاً لطمأنة الطفل بأنه لا يوجد ما يخشاه. وهناك إستراتيجية بسيطة ولكنها ناجحة للتعامل مع القلق من الغرباء من خلال استرخاء الوالدين أثناء التواجد مع الآخرين أي الغرباء على الطفل، لأن الأطفال يشعرون بلغة الجسد لمن يوفر لهم الرعاية، ومن المحتمل أن يقلدوا المواقف الودية للقائمين على رعايتهم.

## وصلات خارجية
- Stranger anxiety at American Academy of Pediatrics
- Stranger anxiety at Arkansas Center for Effective Parenting
- Separation Anxiety in Young Children